# Рихарда Шверинская (герцогиня Шлезвига)
Рихарда Шверинская, также известная как Рихарда Лауэнбургская или Рикса (? — до 1386) — герцогиня Шлезвига, супруга Вальдемара III. Также возможно является королевой-консортом Дании. Дочь графа Шверина Гунцелина VI и Рихарды, графини фон Текленбург. Тётя королевы Швеции Рихарды Шверинской.
Год заключения её брака с Вальдемаром неизвестен; её супруг была королём Дании в с 1326 по 1329 год, и если она вышла за него замуж до 1329 года, то является королевой Дании. У них было два сына:
- Вальдемар (1338–1360) — наследный принц Швеции
- Генрих (1342–1375) — герцог Шлезвига с 1364 года

Рихарда в основном известна по одному случаю в 1358 году во время войны между её супругом и королём Дании Вальдемаром IV Аттердагом. Аттердаг осадил замок Сондерборг на Альсе, который был в то время резиденцией Рихарды. Она долго защищала замок, но когда это стало невозможным, она открыла ворота и отправилась к королю со своими дочерьми и всеми женщинами, что были в замке, «в попытке вымолить пощаду у победившего господина». Это ей удалось, и Аттердаг согласился оставить замок под её управление замка при условии, что она не будет участвовать в войне. В 1364 году её сын заключил мир с Аттердагом.
В 1373 году как вдова Рихарда сделала Аттердага лордом-протектором своих владений, в том числе и Альса. Это последний раз, когда она упоминается в исторических записях; в 1386 году её племянник Оттон VI, граф Текленбурга, дал разрешение своему племяннику Эриху Саксен-Лауэнбургскому получить от своего имени наследство от Рихарды.